# Aega psora
Aega psora és una espècie de crustaci isòpode que parasita diverses espècies de peixos a l'Atlàntic Nord. Es tracta d'un ectoparàsit greu d'espècies de peixos molt grans, especialment quan els lesionen.

## Descripció
Aega psora és l'espècie tipus del gènere Aega i va ser descrita per primera vegada per Carl von Linné el 1758. Té una longitud de fins a 15 mm i és majoritàriament gris, amb una feble banda dorsal. Té mandíbules primes i maxil·lars adaptats per succionar sang i algunes de les setae (pèls fins) tenen garfis. El front tres parells de pereiòpodis (cames) que s'adhereix al seu amfitrió, insereix les seves parts bucals i la sang del peix es bomba ràpidament al seu intestí. Altres adaptacions d'aquest mètode d'alimentació inclouen músculs forts en el seu esòfag i grans glàndules salivals.

## Distribució
Aega psora està distribuïda a tot l'oceà Atlàntic Nord i s'ha trobat a la mar Bàltica, a la mar del Nord i a la mar d'Irlanda. Al nord-oest de l'Atlàntic, es troba entre la badia de Fundy i el Cap Cod.

## Hostes
Aega psora és un paràsit facultatiu que s'adhereix temporalment a l'hoste i és capaç de sobreviure independentment. Probablement passa la resta del temps descansant sobre el fons marí.
S'ha trobat com un paràsit extern al bacallà atlàntic (Gadus morhua), el tauró de Groenlàndia (Somniosus microcephalus), un tauró del gènere Squalus, la caputxa (Raja batis), la rajada espinosa (Amblyraja radiata) i la Dipturus laevis.
També s'han trobat grans quantitats a l'estómac d'un tauró de Groenlàndia, encara que no es coneix clarament si viuen com a paràsits o comensals. També es va trobar per primera vegada a la Sardinella gibbosa a la costa d'Egipte el 2007.